# Gauze
Gauze (estilizado como GAUZE) es el primer álbum (segundo, contando el primer EP MISSA) de la banda japonesa DIR EN GREY lanzado el 28 de julio del 1999. Cinco de las canciones, que fueron lanzadas como sencillo, fueron producidas por el cofundador de la banda X Japan, Yoshiki.

## Canciones
| N.º | Título                                                  | Duración |  |
| 1.  | «GAUZE -mode of adam-»                                  | 02:07    |  |
| 2.  | «Schweinの椅子» (Schwein no isu)                        | 03:31    |  |
| 3.  | «ゆらめき» (Yurameki)                                   | 05:05    |  |
| 4.  | «raison detre»                                          | 04:48    |  |
| 5.  | «304号室、白死の桜» (304 Goushitsu, Haku-shi no Sakura) | 05:18    |  |
| 6.  | «Cage»                                                  | 05:35    |  |
| 7.  | «蜜と唾» (Tsumi To Batsu)                               | 05:08    |  |
| 8.  | «mazohyst of decadence»                                 | 09:22    |  |
| 9.  | «予感» (Yokan)                                          | 04:39    |  |
| 10. | «MASK»                                                  | 04:25    |  |
| 11. | «残 -ZAN-» (Zan)                                        | 05:03    |  |
| 12. | «アクロの丘» (Akuro no Oka)                             | 09:42    |  |
| 13. | «GAUZE -mode of eve-»                                   | 00:04    |  |